# Crazy Cavan
Crazy Cavan & The Rhythm Rockers war eine britische Teddy-Boy-Rock-’n’-Roll-Band um den Sänger Cavan Grogan.

## Geschichte
Obwohl der Rock ’n’ Roll Mitte der 1960er bereits stark an Popularität eingebüßt hatte, gründeten Cavan Grogan, Lyndon Needs, Terry Walley und Gerald Bishop 1964 in Newport, Südwales, die Band Screamin' Count Dracula & the Vampires, die sich später in The Sundogs umbenannte. Hieraus entstand 1970, ohne Bishop, dafür mit dem Pianospieler Brian Thomas und dem Bassisten Don Kinsella die Formation Crazy Cavan & the Rhythm Rockers.
1973 veröffentlichte die Band auf ihrem eigenen Label den heutigen Klassiker Teddy Boy Boogie. Das erste Album Crazy Rhythm erschien 1976 bei Charly Records.
Ihr Rock-’n’-Roll-Stil unterschied sich musikalisch maßgeblich von dem der 1950er-Jahre, zudem handelten die Texte sehr oft von den britischen Jugendgangs, den Teddy Boys, so dass man diesen Stil, der auch von anderen Bands im Vereinigten Königreich gespielt wurde, „Teddy Boy Rock'n'Roll“ nannte.
Am 15. Mai 1976 spielte Crazy Cavan neben den Flying Saucers und Hellraisers beim March to the BBC, auf dem die Jugendbewegung der Teddy Boys in London für mehr Rock ’n’ Roll Musik in den Medien protestierte.
1980 hatte die Gruppe neben Bill Haley und Ray Campi einen Auftritt in dem Musikdokumentationsfilm Blue Suede Shoes. Für das Album Still Crazy bekamen die Musiker in Finnland eine Goldene Schallplatte.
Die Rhythm Rockers traten fast durchgängig in ihrer ursprünglichen Besetzung auf, lediglich der Bassist wurde zweimal gewechselt. Auf Don Kinsella folgte für ein Jahr Graham Price, der nach dem Ausscheiden von Steve Vincent 2004 in die Band zurückkehrte.
Die Band war bis zum Tode des Sängers Cavan Grogan im Februar 2020 aktiv, gab regelmäßig Konzerte in Europa und war Gast auf den großen Festivals in Europa und Übersee. Auch für 2020 waren bereits mehrere Auftritte geplant. Ihr letztes Konzert gab die Band am 18. Januar 2020 auf der Rockers Reunion Party neben Matchbox. Wie bei den vorherigen vier Konzerten wurde der erkrankte Lyndon Needs durch Cavans Sohn Joe an der Gitarre ersetzt.

## Diskografie

### Alben
- 1975: Crazy Rhythm
- 1976: Rockability
- 1977: Our Own Way of Rockin’
- 1978: Live at the Rainbow
- 1978: Red Hot ’n’ Rockabilly
- 1979: Still Crazy
- 1981: Teddy Jive
- 1981: Cool and Crazy Rockabilly
- 1982: Hey! Teenager
- 1983: Live at Picket's Lock I
- 1989: It's Wild, It's Weird, It's Crazy
- 1989: Rough, Tough ’n’ Ready
- 1996: Rockabilly in Paris
- 2000: Rollin’ Through the Night
- 2001: Rhythm Rockin Blues
- 2003: Wildest Cats in Town
- 2006: The Way It Was
- 2008: C'Mon Let's F***in Rock
- 2010: Who's Gonna Rock Ya?
- 2012: Rollin ’n’ Rockin
- 2015: The Real Deal
- 2015: Rockin’ (5 CDs im LP-Look)
- 2021: Who's Gonna Rock Ya When I'm Gone?

### Singles
- 1973: Teddy Boy Boogie / Bop Little Baby
- 1974: Teddy Boy Rock 'n' Roll / Rockabilly Star / Wildest Cat in Town / Little Teddy Girl
- 1976: Knock Knock / Get Yourself a Band
- 1976: Sweet Little Pretty Thing / Stompin' Shoes
- 1977: My Little Sister Gotta Motorbike / Teddy Jive
- 1977: Boppin ’n’ Shakin / Stompin Shoes / Knock Knock / My Little Sister Gotta Motorbike
- 1980: Stompin Shoes / Tongue Tied Jill
- 1981: Rockabilly Rules OK! / Trouble Trouble
- 1981: Flip Flop and Fly / Pins And Needles
- 1981: Put a Light in the Window / Crazy Little Teddy Girl
- 1981: I'll Be There / Johnny's Gone Walking
- 1996: Rock To The Rhythm / Wake Me Up
- 1996: Put a Light in the Window / Crazy Little Teddy Girl

### Soloalben
Lyndon Needs:
- 1982: Cool Schooldays
- 1998: Guitar Crazy

Cavan Grogan:
- 1991: Saddle Tramps (mit Colin „Eddie“ Edwards, Dave „Doc“ Evans, Colin & Patrick Grogan, Robert Davies, Freddie Fingers Lee, Ian Haines und Dave Lively)